# Cololejeunea dentilobula
Cololejeunea dentilobula là một loài Rêu trong họ Lejeuneaceae. Loài này được (Stephani) R.M. Schust. mô tả khoa học đầu tiên năm 1963.